# Thebasa
Thebasa – starożytne miasto położone u podnóża Gór Taurus w Azji Mniejszej  wymieniane przez Pliniusza Starszego w Historii naturalnej. Dokładna lokalizacja miasta przez lata pozostawała przedmiotem sporów badaczy.
W 2021 roku polski dyplomata Robert D. Rokicki opublikował artykuł, w którym dowodzi, że starożytna Thebasa znajdowała się w miejscowości Pinarkaya w prowincji Karaman w południowej Turcji.